# The Cat's Pajamas
The Cat's Pajamas is een Amerikaanse filmkomedie uit 1926 onder regie van William A. Wellman. Destijds werd de film in Nederland uitgebracht onder de titel De gelukskat.

## Verhaal
De naaister Sally Winton is dol op de operavedette Don Cesare Gracco. Bij een optreden van Don Cesare komt haar kater Tommy terecht achter de coulissen. De zanger merkt het dier op en verklaart aan de pers te zullen trouwen met de eerste vrouw, waar de kat hem naartoe brengt. Tommy leidt Don Cesare naar de temperamentvolle danseres Riza Dorina. Zij stelt de bruiloft echter uit, omdat ze jaloers is op de populariteit van haar verloofde. Sally wordt als mannequin aangeworven om de trouwjapon te passen. Don Cesare wordt op slag verliefd op haar.

## Rolverdeling
| Acteur           | Personage         |
| ---------------- | ----------------- |
| Betty Bronson    | Sally Winton      |
| Ricardo Cortez   | Don Cesare Gracco |
| Arlette Marchal  | Riza Dorina       |
| Theodore Roberts | Vader van Sally   |
| Gordon Griffith  | Jack              |
| Tom Ricketts     | Mijnheer Briggs   |